# ماهور (فیلم)
ماهور فیلمی از مجید نیامراد و به تهیه‌کنندگی اصغر پورهاجریان محصول سال ۱۳۹۸ می‌باشد.

## خلاصه داستان
ماهور؛ عاشقانه ایست بر بستر رخدادهای اجتماعی و جنگ با بن مایهٔ موسیقی
«بیایید به جهانی بیندیشیم: که دیگر بمبی در آن منفجر نگردد؛ کاشانه ای به ویرانه مبدل نگردد؛ سفیر گلوله تن کودکی را نلرزاند و خاک را مأوای او نکند؛ بیایید اشک از دیده گان به زداییم؛ تا بتوانیم با سمفونی صلح در نوای ماهور به جهانیان بگوییم، چرا جنگ؟»

## بازیگران
- همایون ارشادی
- گوهر خیراندیش
- لاله اسکندری
- روزبه حصاری
- سوگل خلیق
- مارال فرجاد
- کاوه سماک باشی
- تیرداد کیایی
- روزبه خودسیانی
- ولادلن پرتنیکو
- اولگ کشانووسکی
- گنادی پودگورنی
- سوتلانا سوپیلنیاک
- کاترینا کوشوونیک
- ایرینا سوتولنکو